# Marga Höffgen
Pour les articles homonymes, voir Höffgen.
Marga Höffgen, née le 26 avril 1921 à Müllheim et morte dans cette même ville le 7 juillet 1995, est une contralto allemande.
La qualité exceptionnelle de sa voix l'imposa comme une toute grande spécialiste de la musique baroque et nombreux sont ses enregistrements des cantates, de la Passion selon saint Matthieu, de la Passion selon saint Jean, de l'Oratorio de Noël, etc. de Jean-Sébastien Bach.